# Kldekari
Kldekari (Georgisch: კლდეკარის ციხესიმაგრე, rots deur) is een fort uit de 9e eeuw in zuid-Georgië op de rotsachtige bergkam van het Trialetigebergte. De locatie maakte deel uit van het historische streek Trialeti en was de machtsbasis van het hertogdom Kldekari, dat rebelleerde tegen de koningen van Tao-Klardzjeti en later Bagrat III van Abchazië. Het fort verloor de betekenis nadat het hertogdom in 1103 werd ingelijfd en afgeschaft door David de Bouwer, koning van het verenigde Georgië.

## Fort
Kldekari is gesitueerd op de grens van de regio's Kvemo Kartli en Sjida Kartli, op de Ardzjevani-bergkam en de waterscheiding van het Trialetigebergte, in de buurt van Besjtasjeni (Tsalka) en kuuroord Manglisi (Tetritskaro). Het kijkt uit over het nationaal park Algeti. Het fort bevindt zich op een historisch belangrijke kruising over het Trialetigebergte, aan een in de rotsen uitgehouwen karavaanroute tussen Manglisi en Trialeti. Ook routes van Byzantium en Armenië naar Kartli liepen hierlangs. Klde kari betekent letterlijk 'rots deur', oftewel een doorgang of poort door de rotsen. 
Het fort bestaat uit twee delen die zijn gebouwd op de top van de rotsachtige bergkam. De toegangsweg naar het fort volgt de helling van de bergrug in noordelijke richting en gaat door een smalle doorgang tussen de rotsen door, de klde kari, en bereikt het fort aan oostelijke richting waar zich twee imposten bij de ingang bevinden. Dit deel van het fort is zwaar beschadigd, vooral het zuidelijke deel, waar de vestingmuur volledig is geruïneerd. Door erosie zijn cultuurlagen bloot komen te liggen. Een smal pad leidt naar het tweede en grotere fort, waarvan de belangrijkste vestingmuren tot op de fundering zijn geruïneerd. Een deel van de muur en imposten die op de rots zijn gebouwd, zijn tot een hoogte van 3-4 meter bewaard gebleven.

## Geschiedenis

Ligging Kldekari in Tao-Klardzjeti (rechtsboven)

Het fort werd medio 870-880 gebouwd in opdracht van Liparit I (Bagvasji), de eerste eristavi van hertogdom Kdlekari, toen hij verhuisde naar Trialeti. Kldekari lag in de uiterste noordoosthoek van vorstendom Tao-Klardzjeti op de grens met het vorstendom Iberië. De eristaves van Kldekari werden met de jaren machtiger en verzetten zich tegen het gezag van de koningen van Tao.
Bagrat III, die als koning van Abchazië streed voor de Georgische eenwording en grootgebracht was door zijn stiefvader David III van Tao, misleidde hem met de voorgenomen en afgestemde verovering van Kldekari. Bagrat III wilde namelijk ook Tao inlijven. Uiteindelijk werd de te machtig geworden Rati I van Kldekari in 989 door Bagrat III afgezet, en bezette hij het fort. Enkele decennia later, onder Bagrat IV, was het fort weer terug in bezit van de Bagvasji.
In de 11e eeuw rebelleerden de Bagvasji met de Orbeliani nog eenmaal tegen de koning, maar werden daarbij verslagen en moesten zich weer terugtrekken in de forten Samsjvilde en Kldekari. In 1103 viel het hertogdom met de dood van Rati III, en werden het fort Kldekari en Trialeti door David de Bouwer geconfisqueerd. Hij gaf het fort weg aan het nichtje Teoedore van zijn adviseur, vertrouweling en aartsbisschop George van Tsjkondideli.
De val van de ooit machtige Bagvasji-clan deed de andere Georgische adel verstommen in hun verzet. De Georgische eenwording kwam daarmee in de eindfase. Het fort speelde daarna geen rol van betekenis meer in de geschiedenis van Georgië en er werd sindsdien nauwelijks meer over gedocumenteerd. Het territorium van het fort valt sinds 2015 onder het Samsjvilde en Kldekari Museumreservaat dat in Tsalka gehuisvest is.

## Foto's

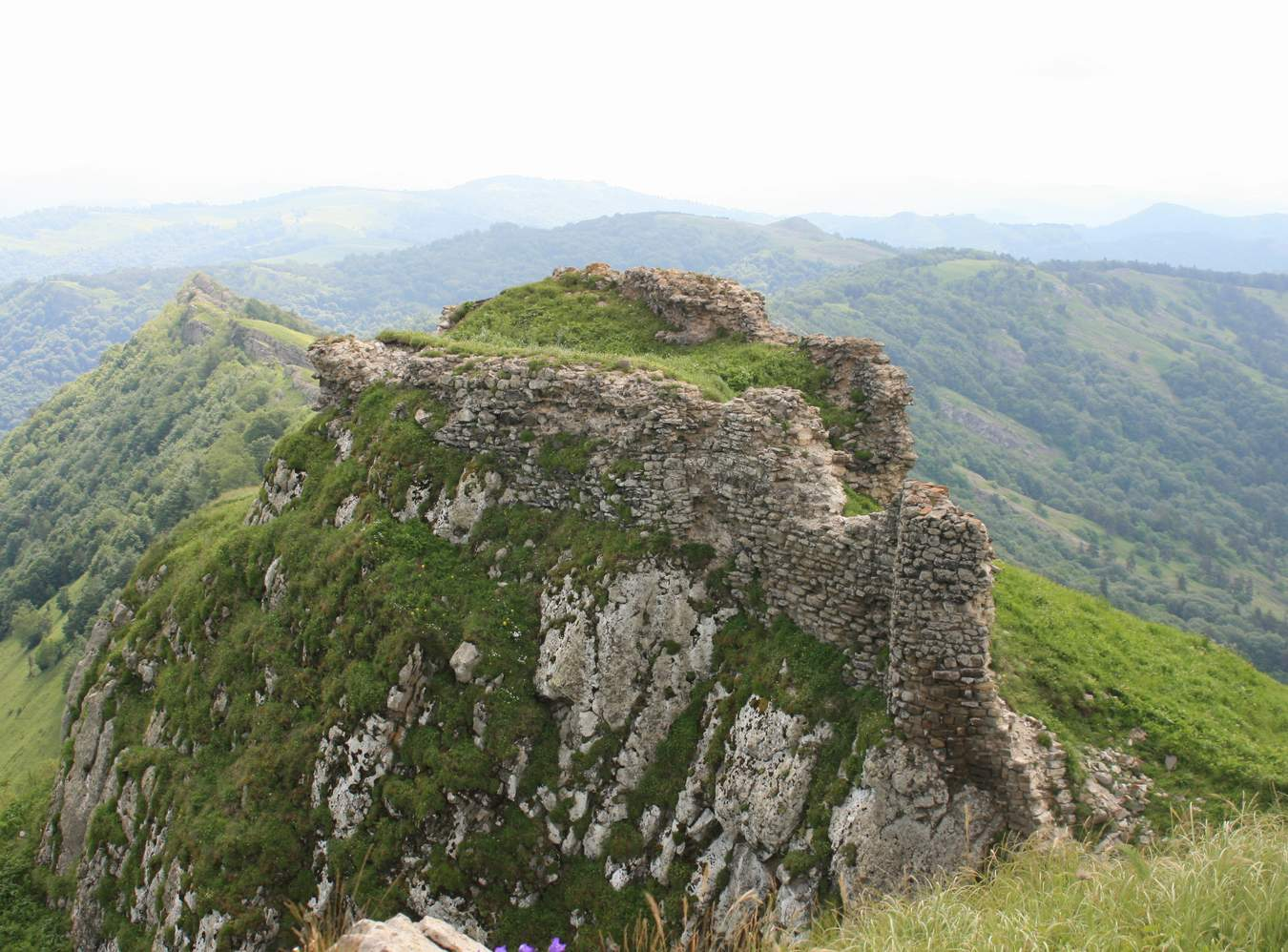
Kldekari-fort
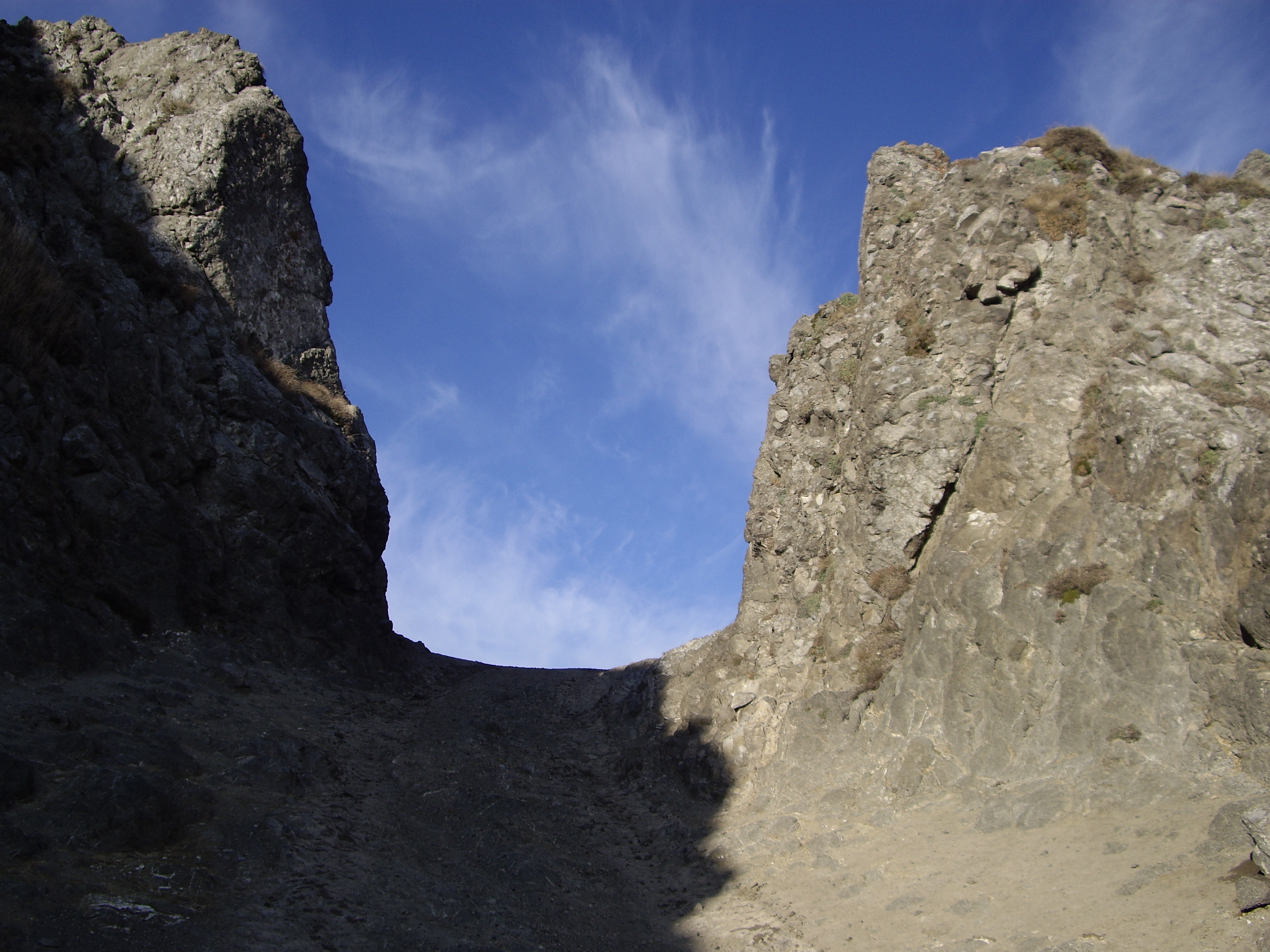
De poort door de berg
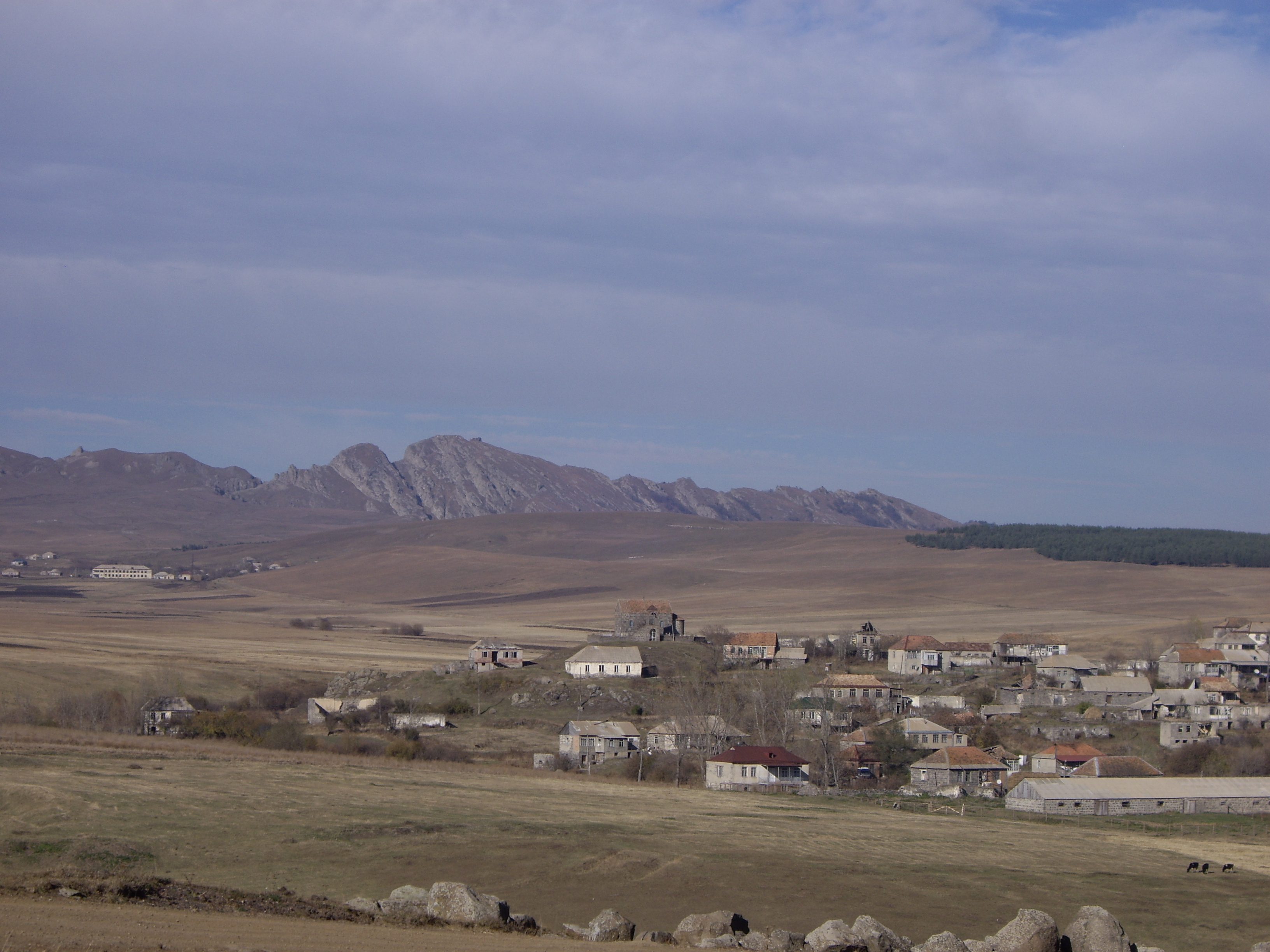
Kldekari van afstand met het dorp Livadi op de voorgrond